# Biathlon na Zimowej Uniwersjadzie 2013
Biathlon na Zimowej Uniwersjadzie 2013 odbył się w dniach 13 – 20 grudnia 2013. Zawodnicy rywalizowali w dziewięciu konkurencjach – czterech męskich, czterech żeńskich i w sztafecie mieszanej. Zawodnicy startowali na dystansach obowiązujących podczas igrzysk olimpijskich oraz mistrzostw świata.

## Medaliści

### Kobiety
| Data            | Godzina     | Konkurencja             | Złoto                        | Srebro                       | Brąz               |
| --------------- | ----------- | ----------------------- | ---------------------------- | ---------------------------- | ------------------ |
| 13 grudnia 2013 | 13:15 UTC+1 | Bieg indywidualny 15 km | Natália Prekopová            | Weronika Nowakowska-Ziemniak | Jitka Landová      |
| 15 grudnia 2013 | 12:35 UTC+1 | Sprint 7,5 km           | Weronika Nowakowska-Ziemniak | Monika Hojnisz               | Tatjana Siemionowa |
| 16 grudnia 2013 | 12:25 UTC+1 | Bieg pościgowy 10 km    | Weronika Nowakowska-Ziemniak | Monika Hojnisz               | Tatjana Siemionowa |
| 20 grudnia 2013 | 12:30 UTC+1 | Bieg masowy 12,5 km     | Jitka Landová                | Weronika Nowakowska-Ziemniak | Iryna Warwyneć     |

### Mężczyźni
| Data            | Godzina     | Konkurencja             | Złoto                | Srebro             | Brąz             |
| --------------- | ----------- | ----------------------- | -------------------- | ------------------ | ---------------- |
| 13 grudnia 2013 | 10:15 UTC+1 | Bieg indywidualny 20 km | Siergiej Kliaczin    | Aleksandr Mingałew | Milanko Petrović |
| 15 grudnia 2013 | 09:45 UTC+1 | Sprint 10 km            | Milanko Petrović     | Witalij Kilczycki  | Dmytro Pidruczny |
| 16 grudnia 2013 | 10:45 UTC+1 | Bieg pościgowy 12,5 km  | Aleksandr Pieczenkin | Siergiej Kliaczin  | Alexei Almoukov  |
| 20 grudnia 2013 | 11:00 UTC+1 | Bieg masowy 15 km       | Dmytro Pidruczny     | Tomáš Krupčík      | Dmitrij Jelchin  |

### Konkurencje mieszane
| Data            | Godzina     | Konkurencja                        | Złoto | Srebro  | Brąz   |
| --------------- | ----------- | ---------------------------------- | ----- | ------- | ------ |
| 18 grudnia 2013 | 11:00 UTC+1 | Sztafeta mieszana 2x6km i 2x7,5 km | Rosja | Ukraina | Czechy |

## Klasyfikacja medalowa
| Miejsce | Państwo   | złoto | srebro | brąz | Razem |
| ------- | --------- | ----- | ------ | ---- | ----- |
| 1.      | Rosja     | 3     | 2      | 2    | 7     |
| 2.      | Polska    | 2     | 4      | 0    | 6     |
| 3.      | Czechy    | 1     | 0      | 1    | 2     |
| 3.      | Serbia    | 1     | 0      | 1    | 2     |
| 5.      | Słowacja  | 1     | 0      | 0    | 1     |
| 6.      | Ukraina   | 0     | 2      | 2    | 4     |
| 7.      | Australia | 0     | 0      | 1    | 1     |

## Wyniki

### Kobiety

#### Sprint
| Miejsce | Zawodniczka                  | Reprezentacja | Pudła   | Czas    | Strata  |
| ------- | ---------------------------- | ------------- | ------- | ------- | ------- |
| złoto   | Weronika Nowakowska-Ziemniak | Polska        | 1 (0+1) | 22:44,8 | –       |
| srebro  | Monika Hojnisz               | Polska        | 1 (1+0) | 22:55,4 | +10,6   |
| brąz    | Tatjana Siemionowa           | Rosja         | 0 (0+0) | 23:31,2 | +46,4   |
| 4.      | Iryna Warwyneć               | Ukraina       | 1 (0+1) | 24:00,0 | +1:15,2 |
| 5.      | Paulína Fialková             | Słowacja      | 2 (0+2) | 24:17,9 | +1:33,1 |
| 6.      | Claire Breton                | Francja       | 0 (0+0) | 24:33,3 | +1:48,5 |
| 7.      | Darja Jurkiewicz             | Białoruś      | 1 (0+1) | 24:34,1 | +1:49,3 |
| 8.      | Łarisa Kuzniecowa            | Rosja         | 3 (2+1) | 24:35,3 | +1:50,5 |
| 9.      | Martina Chrapánová           | Słowacja      | 2 (1+1) | 24:37,9 | +1:53,1 |
| 10.     | Ałła Hyłenko                 | Ukraina       | 1 (1+0) | 24:41,8 | +1:57,0 |

#### Bieg pościgowy
| Miejsce | Zawodniczka                  | Reprezentacja | Pudła       | Czas    | Strata  |
| ------- | ---------------------------- | ------------- | ----------- | ------- | ------- |
| złoto   | Weronika Nowakowska-Ziemniak | Polska        | 4 (1+0+2+1) | 33:05,6 | –       |
| srebro  | Monika Hojnisz               | Polska        | 4 (1+1+1+1) | 33:31,7 | +26,1   |
| brąz    | Tatjana Siemionowa           | Rosja         | 1 (0+0+1+0) | 33:46,3 | +40,7   |
| 4.      | Iryna Warwyneć               | Ukraina       | 1 (0+0+1+0) | 34:17,6 | +1:12,0 |
| 5.      | Paulína Fialková             | Słowacja      | 4 (0+0+0+4) | 35:54,4 | +2:48,8 |
| 6.      | Anna Sczerbinina             | Rosja         | 3 (1+0+1+1) | 36:01,5 | +2:55,9 |
| 7.      | Łarisa Kuzniecowa            | Rosja         | 5 (0+1+2+2) | 36:13.3 | +3:07,7 |
| 8.      | Jana Bondar                  | Ukraina       | 4 (0+1+2+1) | 36:38,7 | +3:33,1 |
| 9.      | Anna Mąka                    | Polska        | 4 (0+1+3+0) | 37:00,5 | +3:54,9 |
| 10.     | Anastasija Merkuszyna        | Ukraina       | 5 (3+0+0+2) | 37:14,9 | +4:09,3 |

#### Bieg indywidualny
| Miejsce | Zawodniczka                  | Reprezentacja | Pudła       | Czas    | Strata  |
| ------- | ---------------------------- | ------------- | ----------- | ------- | ------- |
| złoto   | Natália Prekopová            | Słowacja      | 1 (1+0+0+0) | 47:38,9 | –       |
| srebro  | Weronika Nowakowska-Ziemniak | Polska        | 5 (1+2+0+2) | 47:53,5 | +14,6   |
| brąz    | Jitka Landová                | Czechy        | 3 (0+0+2+1) | 48:00,2 | +21,3   |
| 4.      | Martina Chrapánová           | Słowacja      | 2 (0+1+0+1) | 48:10,4 | +31,5   |
| 5.      | Juliette Lazzarotto          | Francja       | 0 (0+0+0+0) | 48:13,0 | +34,1   |
| 6.      | Monika Hojnisz               | Polska        | 5 (0+2+2+1) | 48:36,9 | +58,0   |
| 7.      | Julija Żurawok               | Ukraina       | 1 (0+0+0+1) | 49:08,2 | +1:29,3 |
| 8.      | Claire Breton                | Francja       | 4 (1+1+1+1) | 50:19,0 | +2:40,1 |
| 9.      | Anna Svedin Thunström        | Szwecja       | 2 (1+1+0+0) | 50:23,0 | +2:44,1 |
| 10.     | Tatjana Siemionowa           | Rosja         | 5 (0+3+1+1) | 50:24,7 | +2:45,8 |

#### Bieg masowy
| Miejsce | Zawodniczka                  | Reprezentacja | Pudła       | Czas    | Strata  |
| ------- | ---------------------------- | ------------- | ----------- | ------- | ------- |
| złoto   | Jitka Landová                | Słowacja      | 2 (0+0+2+0) | 38:41,8 | –       |
| srebro  | Weronika Nowakowska-Ziemniak | Polska        | 3 (0+0+3+0) | 38:42,0 | +0,2    |
| brąz    | Iryna Warwyneć               | Ukraina       | 1 (0+0+0+1) | 39:37,8 | +56,0   |
| 4.      | Monika Hojnisz               | Polska        | 4 (1+1+1+1) | 39:39,1 | +57,3   |
| 5.      | Darja Jurkiewicz             | Białoruś      | 1 (0+0+0+1) | 39:59,6 | +1:17,8 |
| 6.      | Łarisa Kuzniecowa            | Rosja         | 3 (1+0+1+1) | 40:00,3 | +1:18,5 |
| 7.      | Tatjana Siemionowa           | Rosja         | 3 (0+1+1+1) | 40:25,4 | +1:43,6 |
| 8.      | Jana Bondar                  | Ukraina       | 4 (0+2+1+1) | 40:46,1 | +2:04,3 |
| 9.      | Paulína Fialková             | Słowacja      | 6 (1+1+1+3) | 40:57,8 | +2:16,0 |
| 10.     | Jekatierina Awwakumowa       | Rosja         | 3 (1+1+1+0) | 41:00,4 | +2:18,3 |

### Mężczyźni

#### Sprint
| Miejsce | Zawodnik             | Reprezentacja | Pudła   | Czas    | Strata |
| ------- | -------------------- | ------------- | ------- | ------- | ------ |
| złoto   | Milanko Petrović     | Serbia        | 3 (1+2) | 25:29,5 | –      |
| srebro  | Witalij Kilczycki    | Ukraina       | 0 (0+0) | 25:33,0 | +3,5   |
| brąz    | Dmytro Pidruczny     | Ukraina       | 2 (1+1) | 25:38,2 | +8,7   |
| 4.      | Aleksandr Pieczenkin | Rosja         | 2 (1+1) | 25:46,4 | +16,9  |
| 5.      | Vegard Bergli        | Norwegia      | 1 (0+1) | 25:49,2 | +19,7  |
| 6.      | Dmytro Rusinow       | Ukraina       | 2 (1+1) | 25:56,7 | +27,2  |
| 7.      | Alexei Almoukov      | Australia     | 1 (0+1) | 25:57,2 | +27,7  |
| 8.      | Martin Otčenáš       | Słowacja      | 2 (1+1) | 25:59,7 | +30,2  |
| 9.      | Rusłan Tkałenko      | Ukraina       | 2 (1+1) | 26:04,0 | +34,5  |
| 10.     | Artem Tyszczenko     | Ukraina       | 0 (0+0) | 26:06,5 | +37,0  |

#### Bieg pościgowy
| Miejsce | Zawodnik             | Reprezentacja | Pudła       | Czas    | Strata  |
| ------- | -------------------- | ------------- | ----------- | ------- | ------- |
| złoto   | Aleksandr Pieczenkin | Rosja         | 1 (0+0+1+0) | 35:09,9 | –       |
| srebro  | Siergiej Kliaczin    | Rosja         | 0 (0+0+0+0) | 35:10,3 | +0,4    |
| brąz    | Alexei Almoukov      | Australia     | 1 (0+0+0+1) | 35:10,7 | +0,8    |
| 4.      | Aleksiej Korniew     | Rosja         | 0 (0+0+0+0) | 35:10,9 | +1,0    |
| 5.      | Dmytro Pidruczny     | Ukraina       | 4 (1+0+1+2) | 35:37,0 | +27,1   |
| 6.      | Milanko Petrović     | Serbia        | 7 (1+2+2+2) | 36:07,2 | +57,3   |
| 7.      | Martin Otčenáš       | Słowacja      | 4 (1+1+0+2) | 36:17,1 | +1:07,2 |
| 8.      | Aleksandr Ogarkow    | Rosja         | 3 (1+0+1+1) | 36:22,0 | +1:12,1 |
| 9.      | Michal Žák           | Czechy        | 0 (0+0+0+0) | 36:32,5 | +1:22,6 |
| 10.     | Dienis Nikołajew     | Rosja         | 1 (0+0+1+0) | 36:37,1 | +1:39,6 |

#### Bieg indywidualny
| Miejsce | Zawodnik           | Reprezentacja | Pudła       | Czas    | Strata  |
| ------- | ------------------ | ------------- | ----------- | ------- | ------- |
| złoto   | Siergiej Kliaczin  | Rosja         | 1 (0+0+0+1) | 51:56,7 | –       |
| srebro  | Aleksandr Mignałew | Rosja         | 0 (0+0+0+0) | 53:28,0 | +1:31,3 |
| brąz    | Milanko Petrović   | Serbia        | 4 (0+1+2+1) | 53:36,1 | +1:39,4 |
| 4.      | Tomáš Krupčík      | Czechy        | 2 (0+1+0+1) | 53:58,6 | +2:01,9 |
| 5.      | Aleksandr Ogarkow  | Rosja         | 2 (1+1+0+0) | 54:04,7 | +2:08,0 |
| 6.      | Aleksiej Korniew   | Rosja         | 3 (0+1+0+2) | 54:27,2 | +2:30,5 |
| 7.      | Jason Duperthuy    | Francja       | 2 (1+0+1+0) | 54:43,9 | +2:47,2 |
| 8.      | Łukasz Słonina     | Polska        | 1 (1+0+0+0) | 54:44,0 | +2:47,3 |
| 9.      | Dmytro Pidruczny   | Ukraina       | 4 (0+1+1+2) | 54:59,5 | +3:02,8 |
| 10.     | Alexei Almoukov    | Australia     | 3 (0+1+0+2) | 55:08,7 | +3:12,0 |

#### Bieg masowy
| Miejsce | Zawodnik          | Reprezentacja | Pudła       | Czas    | Strata  |
| ------- | ----------------- | ------------- | ----------- | ------- | ------- |
| złoto   | Dmytro Pidruczny  | Ukraina       | 1 (0+0+1+0) | 39:00,8 | –       |
| srebro  | Tomáš Krupčík     | Czechy        | 2 (0+1+1+0) | 39:29,2 | +28,4   |
| brąz    | Dmitrij Jelchin   | Rosja         | 1 (0+1+0+0) | 39:31,3 | +30,5   |
| 4.      | Matej Krupčik     | Czechy        | 0 (0+0+0+0) | 39:50,4 | +49,6   |
| 5.      | Aleksiej Korniew  | Rosja         | 2 (1+0+0+1) | 40:24,7 | +1:23,9 |
| 6.      | Vít Jánov         | Czechy        | 5 (2+1+2+0) | 40:31,2 | +1:30,4 |
| 7.      | Milanko Petrović  | Serbia        | 7 (2+1+3+1) | 40:35,4 | +1:34,6 |
| 8.      | Aleksandr Ogarkow | Rosja         | 2 (1+0+0+1) | 40:36,5 | +1:35,7 |
| 9.      | Vegard Bergli     | Norwegia      | 2 (0+2+0+0) | 40:36,8 | +1:36,0 |
| 10.     | Alexander Kiefer  | Niemcy        | 3 (0+0+2+1) | 40:41,5 | +1:40,7 |

### Sztafeta mieszana
| Miejsce | Zawodnicy                                                                      | Reprezentacja    | Pudła | Czas      | Strata  |
| ------- | ------------------------------------------------------------------------------ | ---------------- | ----- | --------- | ------- |
| złoto   | Łarisa Kuzniecowa, Tatjana Siemionowa, Siergiej Kliaczin, Aleksandr Pieczenkin | Rosja            | 0+3   | 1:28:25,6 | –       |
| srebro  | Iryna Warwyneć, Jana Bondar, Witalij Kilczycki, Dmytro Pidruczny               | Ukraina          | 1+11  | 1:19:54,5 | +1:28,9 |
| brąz    | Jitka Landová, Kristýna Černá, Michal Žák, Tomáš Krupčík                       | Czechy           | 0+7   | 1:20:58,2 | +2:32,6 |
| 4.      | Claire Breton, Juliette Lazzarotto, Jason Duperthuy, Vincent Mathieu           | Francja          | 0+9   | 1:21:19,5 | +2:53,9 |
| 5.      | Paulína Fialková, Martina Chrapánová, Michal Šíma, Martin Otčenáš              | Słowacja         | 1+11  | 1:22:12,8 | +3:47,2 |
| 6.      | Kim Adolfsson, Anna Thunström, Simon Hallström, Peppe Femling                  | Szwecja          | 4+10  | 1:25:18,4 | +6:50,8 |
| 7.      | Anna Mąka, Patrycja Hojnisz, Rafał Lepel, Grzegorz Bril                        | Polska           | 3+11  | 1:25:21,2 | +6:55,6 |
| 8.      | Laura Toivanen, Meri Maijala, Henri Lehtomaa, Tuomas Grönman                   | Finlandia        | 2+11  | 1:26:20,6 | +7:55,0 |
| 9.      | Jennifer Paterson, Keely McCulloch, Ryan Burlingame, Guillaume Bertrand        | Kanada           | 3+12  | +1 okr.   |         |
| 10.     | Hwang Hye-suk, Jo Kyung-ran, Kim Ju-sung, Kim Chang-hyun                       | Korea Południowa | 0+11  | +1 okr.   |         |